# 침묵 서약
침묵 서약(vow of silence)은 말을 하지로 않기로 하는 맹세를 말한다. 이 개념은 주로 수도주의와 관련되어 있지만 실제로 이러한 서약을 하는 수도회는 존재하지 않으며, 카르투시오회와 같이 가장 엄격한 수도회에서도 대화하는 시간이 정해져 있다.
서방 기독교 전통의 수도원에서는 이른바 '대침묵'(Great Silence) 시간이 있는데, 이는 보통 종과 이후부터 다음날 아침 첫 성무일과까지의 야간 시간을 가리키며 이 동안에는 대화가 엄격히 금지된다.
최근에는 일반 사회에서도 항의 표현이나 영성 심화의 수단으로 침묵 서약을 하는 경우가 있다. 침묵은 신과의 관계를 깊게 만들어감에 있어 필수적으로 여겨지며, 일부 종교에서는 미덕으로 간주되기도 한다.

## 사례

### 종교와 관련된 사례
흔히 알려진 것과 다르게, 수도회의 구성원들은 침묵 서약을 하지 않는다. 하지만 대부분의 수도원에서는 교회, 식당, 숙소 등 특정 장소와 시간에 말하는 것이 엄격히 금지된다. 이러한 장소와 시간 외에는 흔히 대화가 허용되는 '휴식' 시간이 주어진다.
인도계 종교에서는 침묵을 마우나(mauna)라고 부르며, 성자를 뜻하는 무니(muni, 예시로 석가모니(Sakyamuni)가 있음)는 문자 그대로 '침묵하는 사람'을 의미한다. 불교에서는 제자들이 불교 교리를 가르쳐야 한다는 규율 때문에 "단순히 침묵 서약만으로는 성자가 될 수 없다"고 명시적으로 언급하고 있다. 침묵 서약은 수련승의 훈련에도 사용되며, 남녀간의 유혹을 포함한 윤회의 유혹을 이겨내는 방법으로도 자주 언급된다. 침묵 서약을 한 불교 승려들은 쇠지팡이인 석장(칵카라)을 들고 다니는데, 동물을 쫓아내는 금속 소리를 낸다. 이러한 승려들은 말을 할 수 없기 때문에 탁발을 시작할 때 지팡이 소리로 자신이 도착했음을 알린다.
마하트마 간디는 매주 월요일 하루 동안 침묵을 지켰으며, 어떤 이유로도 이 수행을 어기지 않았다.

### 종교와 관련되지 않은 사례
침묵 서약은 아동 빈곤과 같은 문제에 의견을 표명하는 등 강력한 의사 표시를 위해서도 행해진다. 한 예시로 캐나다에서는 매년 11월 30일에 학생들이 빈곤과 아동 노동에 항의하기 위해 24시간 동안 침묵을 지킨다.
미국에서는 GLSEN(Gay, Lesbian & Straight Education Network)이 레즈비언, 게이, 양성애자, 트랜스젠더, 퀴어, 퀘스처닝(LGBTQ) 학생들에 대한 괴롭힘과 학대의 영향을 알리기 위해 매년 여는 침묵의 날이 있다. 여기에 참가하는 학생들은 LGBTQ 학생들의 목소리가 침묵당하는 것을 상징적으로 표현하기 위해 하루 동안 침묵 서약을 한다.
종교와 관련 없는 고대의 침묵 서약의 예시로는 피타고라스가 있는데, 그는 제자들에게 엄격하게 침묵을 지키도록 했다.

### 대중문화에서의 예시
- 몬티 파이튼의 영화 《라이프 오브 브라이언》에서는 은둔자가 침묵 서약을 하고 있다가 주인공 브라이언이 그의 발을 다치게 하면서 서약이 깨지게 된다.[13]
- 1974년 영화 《닭싸움꾼》에서는 싸움닭을 훈련시키는 한 남자가 자신의 닭이 대회에서 우승할 때까지 침묵을 지키기로 서약한다.[14]
- 2006년 영화 《미스 리틀 선샤인》에서는 니체의 책을 즐겨 읽는 10대 드웨인이 테스트 파일럿이 되는 꿈을 이룰 때까지 침묵 서약을 한다.[15]
- 2017년 텔레비전 드라마 《굿 플레이스》에서는 불교 승려로 등장하는 지안유라는 이름의 인물이 침묵 서약을 한다.[16]
- HBO의 텔레비전 시트콤 《커브 유어 엔수지애즘》 시즌 8의 다섯 번째 에피소드에는 침묵 서약을 하는 인물이 등장하는데, 에피소드의 이름도 "Vow of Silence"(침묵 서약)이다.[17]

## 같이 보기
- 침묵의 날
- 묵도